# 히든 (2005년 영화)
《히든》(프랑스어: Caché, 영어: Hidden)은 2005년 개봉한 심리 스릴러 영화이다. 미하엘 하네케가 감독과 각본을 맡았다. 2005년 유럽 영화상 작품상 수상작이다.

## 출연

### 주연
- 다니엘 오퇴유
- 쥘리에트 비노슈

### 조연
- 모리스 베니슈
- 레스테르 마케돈스키
- 우알리드 아프키르
- 아니 지라르도
- 다니엘 뒤발
- 베르나르 르코크
- 나탈리 리샤르
- 드니 포달리데스
- 아이사 마이가
- 필리프 베송

## 기타
- 미술: 에마뉘엘 드 쇼비니